# Derxia
Derxia es un género de bacterias gramnegativas de la familia Alcaligenaceae. Fue descrito en el año 1960. Su etimología hace referencia al microbiólogo neerlandés H.G. Derx. Son bacterias aerobias y móviles, con abundante cápsula. Forman colonias amarillas. Se encuentran en ambientes como suelos y lagos. 

## Taxonomía
Actualmente hay 2 especies descritas:
- Derxia gummosa
- Derxia lacustris